# Crinum
Crinum L. è un genere di piante bulbose della famiglia delle Amarillidacee, ampiamente diffuso nella zona tropicale e subtropicale.

## Descrizione
Comprende piante di notevole sviluppo, che presentano un bulbo di grosse dimensioni, tunicato e di forma allungata, che si sviluppa in superficie, e in alcune specie mostra un prolungamento a forma di lungo collo, che come un fusto sostiene le foglie lineari e canalicolate, di grandi dimensioni, di colore verde-lucente, lunghe fino ad 1 m; porta in primavera sopra un grosso scapo fistoloso, numerosi fiori imbutiformi di grandi dimensioni, di colore bianco-rosato nelle specie Crinum longifolium e Crinum moorei, rosso nel Crinum × amabile.

## Tassonomia
Il genere Crinum comprende le seguenti specie:
- Crinum abyssinicum Hochst. ex A.Rich.
- Crinum acaule Baker
- Crinum album (Forssk.) Herb.
- Crinum × amabile Donn ex Ker Gawl.
- Crinum amazonicum Ravenna
- Crinum americanum L.
- Crinum amoenum Ker Gawl. ex Roxb.
- Crinum amphibium Bjorå & Nordal
- Crinum arenarium Herb.
- Crinum asiaticum L.
- Crinum aurantiacum Lehmiller
- Crinum bakeri K.Schum.
- Crinum balfourii Mast.
- Crinum bambusetum Nordal & Sebsebe
- Crinum belleymei Hérincq
- Crinum biflorum Rottb.
- Crinum binghamii Nordal & Kwembeya
- Crinum brachynema Herb.
- Crinum braunii Harms
- Crinum brevilobatum McCue
- Crinum bulbispermum (Burm.f.) Milne-Redh. & Schweick.
- Crinum buphanoides Welw. ex Baker
- Crinum calamistratum Bogner & Heine
- Crinum campanulatum Herb.
- Crinum carolo-schmidtii Dinter
- Crinum crassicaule Baker
- Crinum darienense Woodson
- Crinum erubescens L. f. ex Aiton
- Crinum erythrophyllum Carey ex Herb.
- Crinum filifolium H.Perrier
- Crinum fimbriatulum Baker
- Crinum firmifolium Baker
- Crinum flaccidum Herb.
- Crinum forgetii C.H.Wright
- Crinum giessii Lehmiller
- Crinum gigas Nakai
- Crinum glaucum A.Chev.
- Crinum gracile G.Mey. ex C.Presl
- Crinum graciliflorum Kunth & C.D.Bouché
- Crinum graminicola I.Verd.
- Crinum hanitrae Lehmiller & Sisk
- Crinum hardyi Lehmiller
- Crinum harmsii Baker
- Crinum hildebrandtii Vatke
- Crinum humile Herb.
- Crinum jagus (J.Thomps.) Dandy
- Crinum jasonii Bjorå & Nordal
- Crinum joesmithii M.D.Barrett & R.L.Barrett
- Crinum kakaduensis Lehmiller & Lykos
- Crinum kirkii Baker
- Crinum kunthianum M.Roem.
- Crinum lakefieldensis Lehmiller, Lykos & R.Ham.
- Crinum latifolium L.
- Crinum lavrani Lehmiller
- Crinum lineare L.f.
- Crinum longitubum Pax
- Crinum lorifolium Roxb.
- Crinum lugardiae N.E.Br.
- Crinum macowanii Baker
- Crinum majakallense Baker
- Crinum malabaricum Lekhak & S.R.Yadav
- Crinum mauritianum G.Lodd.
- Crinum mccoyi Lehmiller
- Crinum minimum Milne-Redh.
- Crinum modestum Baker
- Crinum moorei Hook.f.
- Crinum muelleri Lehmiller & Lykos
- Crinum natans Baker
- Crinum neroanum Lehmiller, Sisk & J.Zimmerman
- Crinum nordaliae Mabb.
- Crinum nubicum L.S.Hannibal
- Crinum oliganthum Urb.
- Crinum ornatum (Aiton) Herb.
- Crinum paludosum I.Verd.
- Crinum palustre Urb.
- Crinum papillosum Nordal
- Crinum parvibulbosum Dinter ex Overkott
- Crinum parvum Baker
- Crinum piliferum Nordal
- Crinum politifolium R.Wahlstr.
- Crinum pronkii Lehmiller
- Crinum purpurascens Herb.
- Crinum pusillum Herb.
- Crinum rautanenianum Schinz
- Crinum razafindratsiraea LehMill.
- Crinum reddyi M.Patel & H.Patel
- Crinum roperense Lehmiller & Lykos
- Crinum rubromarginatum Lehmiller
- Crinum salsum Ravenna
- Crinum scillifolium A.Chev.
- Crinum serrulatum Baker
- Crinum solapurense S.P.Gaikwad, Garad & Gore
- Crinum stenophyllum Baker
- Crinum stracheyi Baker
- Crinum stuhlmannii Baker
- Crinum subcernuum Baker
- Crinum surinamense Ravenna
- Crinum thaianum J.Schulze
- Crinum trifidum Nordal
- Crinum undulatum Hook.
- Crinum uniflorum F.Muell.
- Crinum variabile (Jacq.) Herb.
- Crinum venosum R.Br.
- Crinum verdoorniae Lehmiller
- Crinum virgineum Mart. ex Schult. & Schult.f.
- Crinum viviparum (Lam.) R.Ansari & V.J.Nair
- Crinum walteri Overkott
- Crinum wattii Baker
- Crinum welwitschii Baker
- Crinum wimbushi Worsley
- Crinum woodrowii Baker ex W.Watson
- Crinum xerophilum H.Perrier ex Lehmiller
- Crinum yorkensis Lehmiller, Lykos & R.Ham.
- Crinum zeylanicum (L.) L.

## Coltivazione
Piante poco rustiche temono i geli invernali, richiedono pertanto posizione calda e riparata, terreno permeabile, sabbioso, ricco, vanno ritirate in serra nelle regioni con inverni rigidi. La moltiplicazione avviene con la semina  o per divisione dei bulbi.

## Usi
Nelle zone a clima invernale mite si possono utilizzare in piena terra per decorare i giardini, nelle regioni settentrionali viene coltivato in vaso.